# Орлівське (Перекопський район)
Орлі́вське (до 1945 року — Бай-Болуш, Бій-Болуш, крим. Biy Boluş) — село Перекопського району Автономної Республіки Крим.
Розташоване на сході району.
Відстань від райцентру до населеного пункта становить 21 кілометрів по прямій.